# 东宣镇
东宣镇，是中华人民共和国四川省绵阳市游仙区曾经下辖的一个镇。原为东宣乡，2016年撤乡设镇。2019年12月，撤销东宣镇，将其所属行政区域划归魏城镇管辖。

## 行政区划
东宣镇撤销前下辖以下地区：
东宣乡社区、星光村、七一村、文凤村、李河沟村、鱼泉村、健康村、新合村、飞龙村和永乐村。